# Sarizotan
Sarizotan (EMD-128,130) je selektivni agonist 5-HT1A receptor i antagonist D2 receptora, sa antipsihotičkim dejstvom. Takođe je poznato da redukuje diskineziju kod dugotrajnih tretmana Parkinsonove bolesti sa levodopom.